# アラビア語の冠詞

赤の部分は冠詞

この項ではアラビア語の文法のうち、冠詞について解説する。

## 全般
アラビア語には الـ という定冠詞があり、綴りの上では接頭語の形をとる。定冠詞という性質上、名詞を限定させ、修飾語となるときは先行する名詞もまとめてひとつの限定構文をなす。
読みは正則アラビア語であるフスハーではal、エジプト方言などではelになる。また、定冠詞と後続する名詞、およびこれに接続する前置詞や接続詞、さらにその直前の語尾は特殊な音便となることがある。アラビア文字#太陽文字・月文字およびシャッダの項を参照。
なお、 الله （神。→アッラーフ）は多神における神 إله に定冠詞のついた形とされる。このため الله には接続指示代名詞がつくことは原則としてない。

## 用法

### イダーファ
アラビア語では所有「BのA」を示したい場合、名詞Aに続けて名詞Bをおくと、この名詞Bは名詞Aを修飾する語となり、これをイダーファ構文と言う。たとえば موسوعة الحرة といった場合、後続の定冠詞をともなった名詞 حرة は、その直前の名詞 موسوعة を修飾しており、全体として「自由な百科事典」という意味を構成している。
このとき、修飾語となる名詞が定冠詞をともない、先行する名詞の属格となることで全体を限定している。イダーファの詳細についてはアラビア語の文法で解説する。

### 固有名詞化
一般名詞に付くことで固有名詞になる。たとえば島や半島を意味する جزيرة に定冠詞がつくことで الجزيرة （→アルジャジーラ）になり、基地を意味する قاعدة ならば القاعدة （→アルカーイダ）になる。
さらに、固有名詞になることでその名詞が象徴的にされるので、とくにイスラームにおける用語に使う。この「イスラーム」という語 إسلام も文法的には動詞の名詞形だ。定冠詞 الـ を伴った الإسلام の形でいわゆるイスラム教を特に示すことになる。同様に、本をあらわす一般名詞 كتاب に定冠詞が付いた الكتاب はイスラームの聖典である القرآن （→クルアーン）をさし、町や市をあらわす مدينة に定冠詞が付いた المدينة は聖地 المدينة المنورة （→マディーナ）のことをさす。また、神聖さを意味するقدسに定冠詞がつけられたالقدسは聖地であるエルサレムを意味する。これは「数多くの本の中の特に際立った本」、「数多くの町の中で特別な町」という意味合いにある。なお、 كتاب も مدينة も、その単語のみであれば一般名詞であり、定冠詞が付いても文法の上では限定されたという以上の意味はない。したがって文脈によってはイスラームとは無関係に本や町を限定する目的で定冠詞が付くことは珍しくなく、 الكتاب と言ったからといって、必ずしもクルアーンをさしているわけではない。英語でthe White Houseといえばアメリカの大統領府「ホワイトハウス」をさすが、アラビア語における定冠詞は英語ほど強い固有名詞化の作用を持たないとみることもできる。

### 現在時制化
時制をあらわす名詞につくと「現在の～」という意味を帯びる。時を意味する名詞 آن に定冠詞 الـ が付くと الآن になり、これはまさに「今」や「現代」といった意味になる。日を意味する يوم ならば اليوم すなわち「今日」をあらわす。同様に月 شهر であれば今月 الشهر に、年 سنة であれば今年 السنة になる。
なお الآن は日常的によく使われる表現であり、慣用句化している。そのため、時制をあらわす名詞に定冠詞を付すことによる時の限定化は混同をまねく。「そのとき」というような場合は前置詞 عند を用いたり、時間の意である وقت を用いて ذلك الوقت のようにする。

### 原則として定冠詞を伴うもの
国名や都市名など、一部の地名は原則として定冠詞を伴い、この中には日本をあらわす اليابان も含まれる。こうした地名の多くは現代アラビア語、もしくは古アラビア語で当該地名以外の字義を持ち、そのために固有名詞化としての定冠詞を付している。
اليابان の場合、定冠詞 الـ を除いた يابان は古語の「砂漠」と同じ綴り、同じ読みになり、イランなどのペルシア語圏では現代でも使われている地域がある。またバーレーンをあらわす البحرين は定冠詞を除くと بحرين になり、これは「2つの海」という一般名詞双数形属格になる。
一方、口語ではこうした地名に付された定冠詞は省略されることも珍しくはなく、文脈の判断に任されることは少なくない。

## 特殊な接続

### 接頭語の付加
定冠詞 الـ をともなう名詞が、さらにほかの接頭語、たとえば前置詞が付くような場合、一部の語ではかたちが変化する。
前置詞 بـ が付くときは بالـ のかたちになり、bil-と発音される。また、前置詞 لـ が付くときは表記の上からも定冠詞の ا が欠如し للـ のかたちをとり、lil-と発音される。
接続詞 و は表記上は接頭語となるが ا の欠如は起こらない。定冠詞 الـ の ا はハムザをともなわないが発音される。
関係詞 يا は通常、人に対して用いられるが、一般名詞や地名が続くこともある。この、後続する語が定冠詞 الـ をともなう場合、発音上は省略されることはあっても表記の上では変化しない。ただし感動詞として用いられる成句 يا الله は全体としてyallāhと発音され、 يا لله もしくは يلله と綴られることも多い。

### 非アラビア文字への付加
冒頭で説明したように接頭語の形をとり、名詞とつながったひとつの文節として構成される。定冠詞に続く後がアラビア語であるならば何の問題も起きないが、たとえばラテン文字による名詞を限定化する場合、 الـ をつなげることができない。
このような場合、前置詞と同様に الـ までを綴り、その先に当該外来語を続ける。軽く空白をおいて続けることも多い。ただし電子文書では左から右に綴る言語圏の環境では理想とする語順で並ばないことがある。

## アラビア語からの借用語での出現
地中海周辺の言語、特にスペイン語とポルトガル語のアラビア語からの借用語には al- または a- の定冠詞の部分も残っている言葉が多い（例：azúcar（西）/ açúcar（葡）砂糖、algodón（西）/ algodão（葡）綿花、arroz（西・葡）米、almohada（西）/ almofada（葡）枕、ajedrez（西）/ xadrez（葡）チェスなど）。これらの言葉は英語などに入った後、al- のままのケースもあるが（例：alcohol アルコール、algebra 代数学）、ar- となるケースもある（例：artichoke アーティチョーク）。